# Cephaloziella arctogena
Cephaloziella arctogena là một loài rêu tản trong họ Cephaloziellaceae. Loài này được (R.M. Schust.) Konstantinova miêu tả khoa học lần đầu tiên năm 1994.